# 卡拉辛 (馬涅維奇區)
51°26′55″N 25°29′40″E / 51.44861°N 25.49444°E
卡拉辛（烏克蘭語：Карасин）是烏克蘭西部的村莊，隸屬沃倫州的卡明-卡希爾斯基區。該村始建於1566年，面積2.23平方公里，海拔高度164米，2001年人口632，人口密度每平方公里282.9人。